# Pseudolithoxus anthrax
Pseudolithoxus anthrax (Pseudolithoxus, del griego pseudes, 'falso' , del griego 'litos', piedra, del griego oxys, 'agudo' ) es una especie de peces de la familia Loricariidae en el orden de los Siluriformes.

## Morfología
• Los machos pueden llegar alcanzar los 12,4 cm de longitud total.

## Hábitat
Es un pez de agua dulce y de clima tropical.

## Distribución geográfica
Se encuentran en Sudamérica:  cuencas de los ríos Orinoco,  Caura y  Aro (Venezuela).